# Beatrice Lundmark

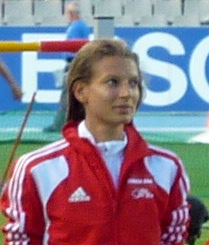
Beatrice Lundmark bei den Europameisterschaften 2010

Beatrice Lundmark (* 26. April 1980) ist eine italienisch-schweizerische Hochspringerin.
Zu Beginn ihrer Karriere startete sie mit dem S.G. Comense 1872 aus Como und war auch Mitglied der italienischen U23-Auswahl. Später entschied sie sich jedoch für den Schweizerischen Leichtathletikverband. Seit 2006 startet die Wahl-Tessinerin für den GAB Bellinzona. Sie ist mehrfache Schweizer Meisterin und belegte an den Leichtathletik-Europameisterschaften 2010 in Barcelona den zehnten Rang. 2011 nahm sie an den Halleneuropameisterschaften teil, schied aber in der Qualifikation aus.

## Erfolge
- 2006: Schweizer Hallenmeisterin
- 2007: Schweizer Meisterin, Schweizer Hallenmeisterin
- 2008: Schweizer Meisterin
- 2009: Schweizer Meisterin, Schweizer Hallenmeisterin
- 2010: Schweizer Meisterin, Schweizer Hallenmeisterin, 10. Rang Leichtathletik-Europameisterschaften
- 2011: Schweizer Meisterin, Schweizer Hallenmeisterin

## Persönliche Bestleistung
- Hochsprung: 1,92 m, 30. Juli 2010 in Barcelona